# ديفيد أ. كينغ
ديفيد أ. كينغ (بالإنجليزية: David A. King)‏ هو مهندس أمريكي، ولد في عقد 1960 في إنديانا في الولايات المتحدة.